# Juan Ladrillero
Juan Ladrillero (Moguer, Huelva, ca. 1505-1574) fue un piloto, cosmógrafo, cartógrafo y teniente de gobernador español; considerado, después de Fernando de Magallanes, como el otro descubridor del estrecho de Magallanes; siendo el primero en navegarlo en ambos sentidos.
Estudió, de joven, en su ciudad natal navegación, cosmografía y astrología. Efectuó una serie de viajes a las Indias y en 1535 dio examen para navegar al nuevo continente en calidad de piloto. En 1537 navegó en el mar del Sur. En 1540 fundó la ciudad de Buenaventura. En 1545 llegó a Quito. Participó en la guerra civil que en el Perú protagonizaron los hermanos Pizarro.
Habiéndose retirado de la vida activa se radicó con su familia en su encomienda en Chuquiago, La Paz. En 1556 fue llamado por el virrey don Andrés Hurtado de Mendoza para que acompañara a su hijo don García Hurtado de Mendoza que partía de gobernador al Reino de Chile.
En Chile fue designado para que reconociera la entrada occidental del estrecho de Magallanes y la costa patagónica atlántica. Tomó el mando de una escuadrilla compuesta de dos naos, la San Luis y la San Sebastián, la primera bajo su propio mando y la otra al mando del piloto Francisco Cortés Ojea. Zarpó de la ciudad de Valdivia a fines de 1557 y, luego de recorrer el estrecho en ambos sentidos, en enero de 1559 regresó al mismo puerto del que había zarpado.

## Primeros años
Nació en la localidad de Moguer (Huelva) en 1505, hijo de Pero Alonso Ladrillero y de Antonia García. Como la mayoría de los naturales de ese puerto se adiestró desde pequeño en las prácticas marineras. Estudió cosmografía y astrología¿dónde?[cita requerida], y en la década de 1520 efectuó una serie de viajes en la flota de Indias reuniendo experiencia en las artes de navegar. Como muchos de los pilotos de aquellas décadas, Ladrillero tuvo una formación basada en la fusión de dos tradiciones cosmográficas: la práctica y la matemática. Usó herramientas de los “prácticos”, cuya forma de operar se basaba en las observaciones y anotaciones intuitivas durante las navegaciones, y también de los “cosmógrafos”, quienes se basaban en cálculos y registros metódicos.
En 1535 después de su undécimo viaje al nuevo mundo, rindió examen obteniendo el título de piloto de la "Casa de Contratación" para navegar en las naves españolas. Se dice que en esa época habría redactado un derrotero. A principios de 1536 viajó como maestre y piloto de una nao procedente de Nueva España cuando, en el viaje de regreso, naufragó en el cabo de San Vicente, aunque se salvó la tripulación y la mayor parte de las mercancías y el metal precioso que llevaba a bordo.  Este suceso le debió dejar bastante escarmentado porque sólo un año más tarde había abandonado la Carrera de Indias y aparece navegando en una expedición por el Mar del Sur.

## En el mar del Sur
No tardó en volver a cruzar el Atlántico, enrolándose como piloto en la expedición que encabezaba Pascual de Andagoya. Aprovechando la pericia náutica y cartográfica de Ladrillero, la expedición reconoció la costa pacífica de Tierra Firme y del Perú. En 1537 se trasladó al mar del Sur y en sus exploraciones entre los ríos Lili y San Juan y la isla Gorgona fue el primer navegante en determinar latitudes al sur de Panamá.

## Fundación de Buenaventura
En 1539 sirvió bajo las órdenes de Pascual de Andagoya como jefe de tres navíos y dos bergantines puestos bajo su mando. Descubrió la bahía de la Cruz y en 1540 fundó el pueblo de la Buenaventura y luego, en 1541, pasó a formar parte de las fuerzas del administrador Vaca de Castro enviado por Carlos I a Perú con el propósito de restaurar el orden entre las facciones pizarristas y almagristas que se disputaban el poder. En 1544, con el alzamiento de Gonzalo Pizarro, se vio inmerso de nuevo en las guerras civiles del Perú, luchando en el bando de la Corona.
En 1545 fue enviado a Quito en comisión por el virrey Blasco Nuñez Vela. Por esa época había contraído matrimonio con Francisca de Cabrera, dama avecindada en la ciudad de La Paz. Participó en las fuerzas de Pedro de la Gasca y una vez restablecida la autoridad real se retiró a descansar a su encomienda en Chuquiago.
En 1548 participó en la Batalla de Jaquijahuana, junto a su amigo Pascual de Andagoya. Acabada la guerra con la derrota de Gonzalo Pizarro, recibió una buena encomienda de indios, la de Chuquiago. Decidió tomarse un descanso, asentarse en dicha ciudad y vivir, con su esposa Francisca de Cabrera, de sus rentas. Durante este tiempo, quedó fascinado por el lago sagrado de los incas, el Titicaca, cartografiándolo por primera vez.

## Expedición al Estrecho

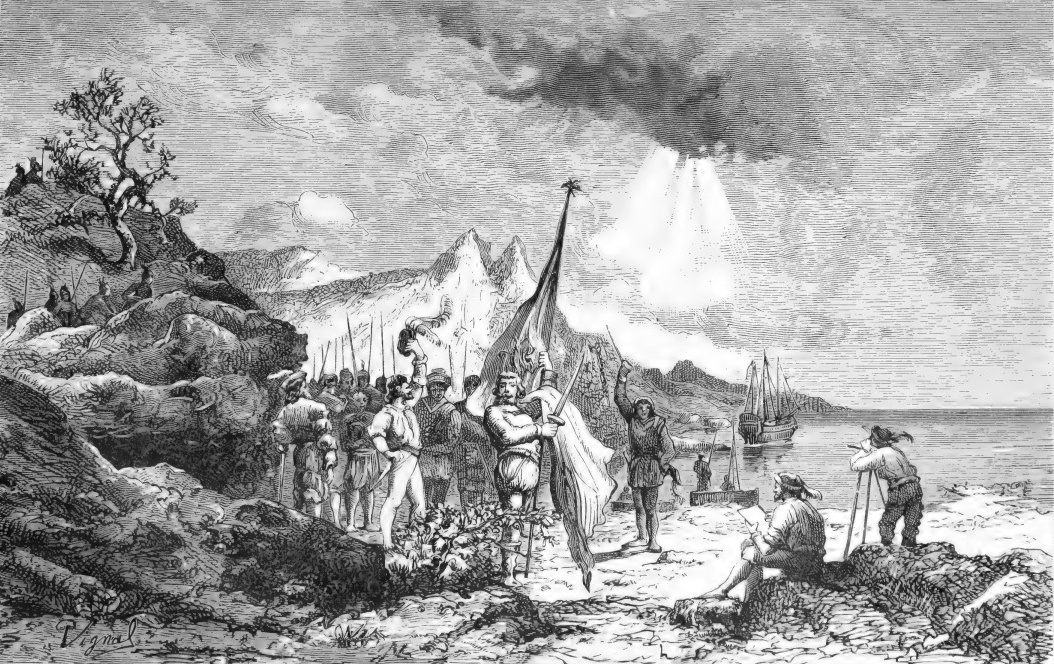
Juan Ladrillero toma posesión del estrecho de Magallanes para la gobernación de Chile y el rey de España en 1558.

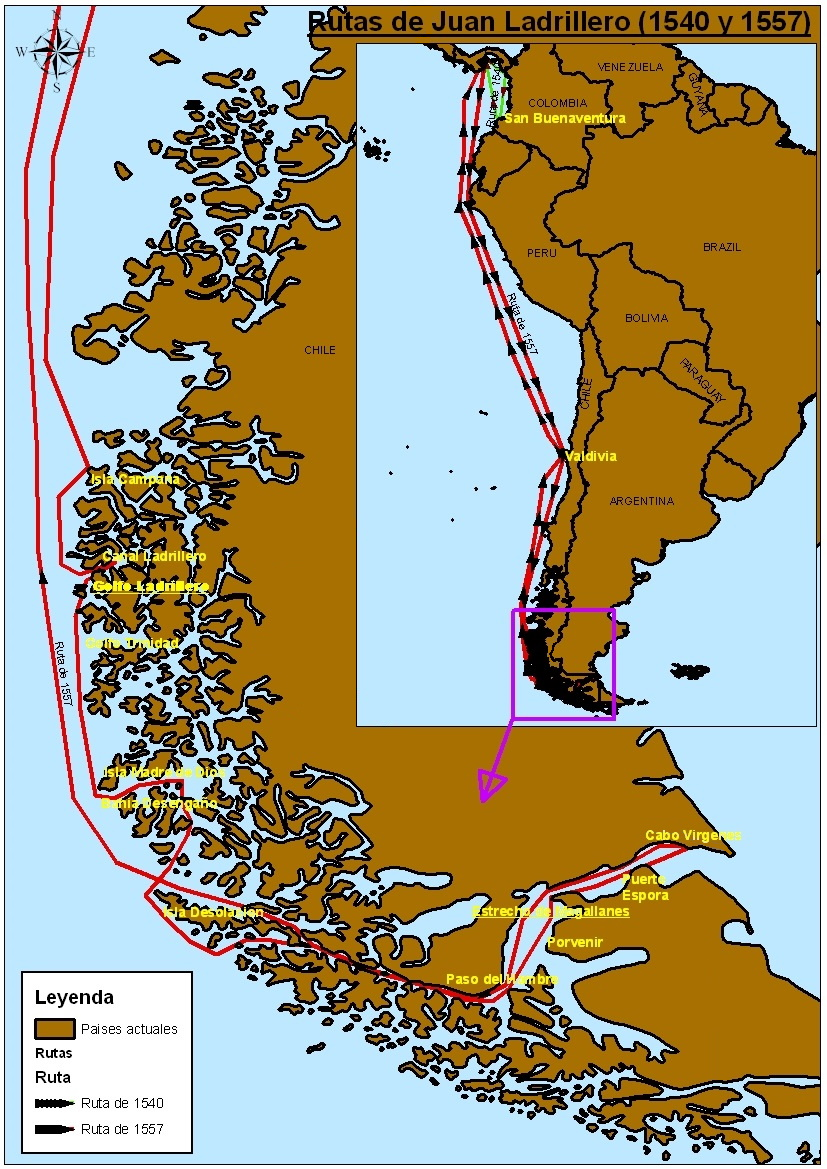
Rutas de Juan Ladrillero (1540-1557).

El Virrey del Perú don Andrés Hurtado de Mendoza, conocedor de la capacidad y pericia marinera de  Juan Ladrillero, y aunque este ya era de edad avanzada, lo escogió para que acompañara a su hijo García Hurtado de Mendoza que partiría al Reino de Chile como gobernador, y que llevaba como una de sus tareas reconocer la boca occidental del estrecho de Magallanes, lo que había sido ordenado por una Real Cédula. La escuadrilla compuesta de tres naves y un galeón zarpó de El Callao el 2 de febrero de 1557, arribó a Coquimbo y siguió su navegación hacia el sur en demanda de la isla Quiriquina y luego se dirigió a Valdivia para alistar las naves con las que efectuaría el reconocimiento del Estrecho. Se alistaron dos naves de 50 toneles cada una y tripuladas por 60 hombres. La nave San Luis era comandada por el propio Juan Ladrillero y la otra, la San Sebastián, fue puesta bajo el mando de Francisco Cortés Ojea. Salió de la ciudad de Valdivia, el miércoles 17 de noviembre de 1557, yendo de capitán Juan Ladrillero y ayudado por el capitán Francisco Cortés Ojea.
Armó dos naves de 450 toneles cada una y tripuladas por 60 hombres. Ladrillero tomó el mando de la San Luis llevando como piloto a Hernán Gallego y Cortés Ojea el mando de la San Sebastián con Pedro Gallego como piloto. Zarparon de Valdivia el 17 de noviembre de 1557 recalando al golfo de Penas al que le puso ensenada del Alcachofado, ingresaron a los canales patagónicos por el canal Fallos, a la salida del cual los buques se separaron no volviendo a encontrarse.
Cortés Ojea navegó durante dos meses los canales existentes entre la isla Wellington y el estrecho de Magallanes, en el golfo Trinidad desarmó la San Sebastián y con sus restos construyó un pequeño bergantín al que bautizó como San Salvador regresando al norte y fondeando en Valdivia el 1 de octubre de 1558.
Ladrillero ingresó a los canales por el canal Oeste , recorrió la isla Duque de York regresó al norte recorriendo el canal Wide, el paso del Indio y la angostura Inglesa y llegado al golfo de Penas volvió nuevamente al sur vía océano Pacífico.
Reconoció la costa sur del canal Concepción y entró a los canales por el estrecho Nelson y descubrió la región de Última Esperanza, navegó el canal Kirke y exploró el seno Obstrucción creyendo inicialmente que había llegado al estrecho de Magallanes.
Volvió al Pacífico buscando la entrada del Estrecho, pero esta vez continuó de largo hacia el sur, reconociendo la isla Desolación, entró al Estrecho navegando seguramente el canal Abra. En el cabo Posesión donde llegó el 9 de agosto de 1558 efectuó la ceremonia de toma de posesión de este. Luego de explorar la boca oriental regresó al norte soportando todo tipo de calamidades, falta de víveres y muerte de sus tripulantes logrando recalar en la bahía de Concepción donde fondeó con sólo el capitán, un marinero y un negro de servicio, que murieron a los pocos días excepto Ladrillero que falleció a mediados de 1574.

## Legado

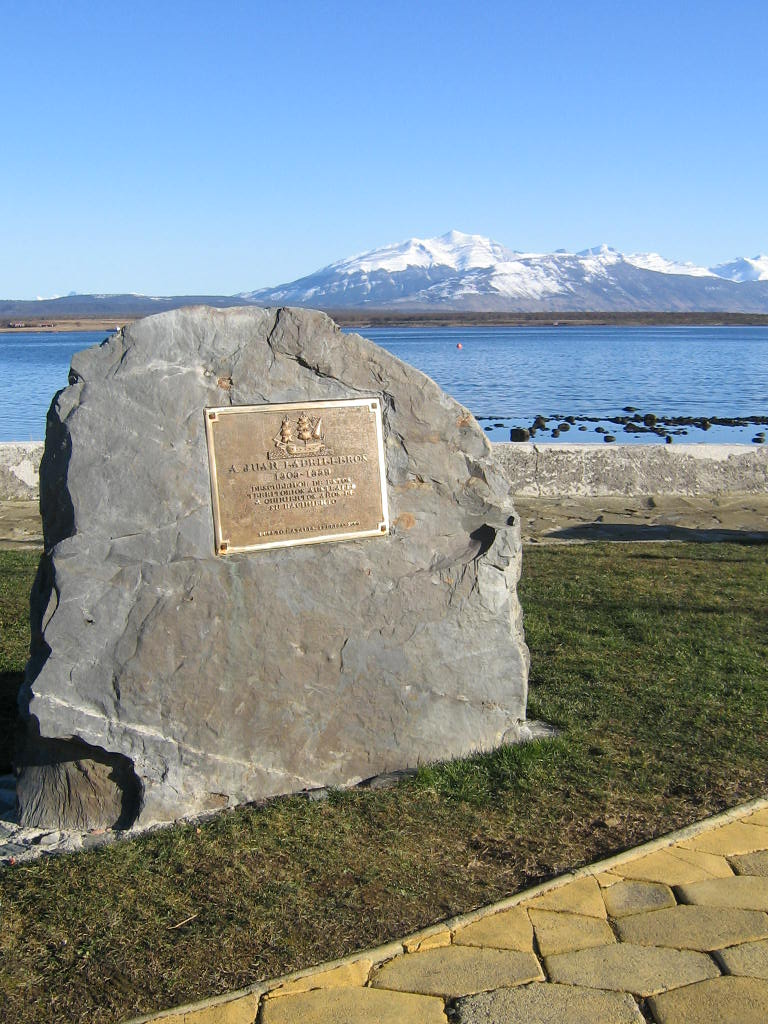
Placa homenaje a Juan Ladrillero, Puerto Natales (Chile).

Podemos resumir en dos sus principales legados: la fundación de la ciudad de Buenaventura en Colombia y la exploración de la Patagonia chilena y del estrecho de Magallanes.
El pueblo que fundó en 1540, Buenaventura, con el correr de los tiempos se convirtió al comienzo del siglo XXI en una ciudad de más de 350.000 habitantes y en el principal puerto del comercio exterior de Colombia por el volumen de carga que transfiere anualmente.
El Diario de Viaje de su exploración de los canales patagónicos chilenos y del estrecho de Magallanes proporcionaron por años a los navegantes de esas regiones valiosos detalles de la geografía, canales, surgideros, recursos y población. El viaje echó por la borda toda esperanza de encontrar un nuevo y rico territorio en las cercanías del Estrecho y, por el contrario, confirmó la inconveniencia de proyectar la fundación de nuevos pueblos en esas latitudes tan hostiles desde el punto de vista climático.
La principal avenida de la ciudad de Quellón, correspondiente al final de la Carretera Panamericana, una calle de las ciudades de Concepción, Punta Arenas y San Gregorio llevan su nombre.
Tal vez no exista personaje más olvidado en la historia colonial americana que este marino que sirvió a dos reyes. Su vida y viajes fueron en buena medida encubiertos por la envidia, el infortunio y poderosas razones de Estado. Los resultados se silenciaron y las pruebas de su paso por el Estrecho se escondieron, aunque por fortuna no del todo ya que se ha conservado el relato de aquel último viaje, escrito de su puño y letra. 
Sus capacidades fueron reconocidas por quienes lo conocieron, refiriéndose a él como un “hombre muy diestro y entendido en las cosas de la mar”. La fama de Ladrillero fue resaltada por varios cronistas y autoridades. Pedro Cieza de León, quien se encontró varias veces con Ladrillero entre 1539 y 1550, le reconoció haber navegado y explorado el lago Titicaca. Gonzalo Fernández de Oviedo lo describió como “diligente hombre y que entendía buenas cosas de la tierra y de la mar”, mientras que Juan de Castellanos lo llamaba “en cosas de la mar experto”. Sus viajes encarnaban la movilidad posible en la América española de la época: de Sevilla a las islas del Caribe, de Panamá a las espesas selvas del Chocó, de las alturas del lago Titicaca a los laberínticos canales pelágicos del estrecho de Magallanes.